# فرانسيسكو بوسكتو
فرانسيسكو بوسكتو (بالإسبانية: Francesc Buscató)‏ مواليد 21 أبريل 1940 في باينيدا دي مار، إسبانيا، هو لاعب كرة سلة إسباني سابق أصبح مدرباً. يبلغ طوله 5 قدم 10 بوصة (1.8 م). مثّل منتخب بلاده. شارك في مسابقة كرة السلة في الألعاب الأولمبية الصيفية.

## روابط خارجية
- فرانسيسكو بوسكتو على موقع الاتحاد الدولي لكرة السلة (الإنجليزية)
- فرانسيسكو بوسكتو على موقع سبورتس رفرنس (الإنجليزية)
- فرانسيسكو بوسكتو على موقع أوليمبيديا (الإنجليزية)